# Fontitrygon geijskesi
Fontitrygon geijskesi is een vissensoort uit de familie van de pijlstaartroggen (Dasyatidae). De wetenschappelijke naam van de soort is voor het eerst geldig gepubliceerd in 1948 door Boeseman. De vis wordt in vrij kleine aantallen in de kustwateren van Suriname aangetroffen.